# Nagari Taluak IV Suku
Nagari Taluak IV Suku is een bestuurslaag in het regentschap Agam van de provincie West-Sumatra, Indonesië. Nagari Taluak IV Suku telt 5467 inwoners (volkstelling 2010).